# Batalla de Montenotte
La batalla de Montenotte ocurrió el 12 de abril de 1796, durante las Guerras Revolucionarias Francesas, entre fuerzas bajo Napoleón Bonaparte y una fuerza Austro-sarda bajo el Conde Argenteau. La batalla ocurrió cerca del pueblo de Montenotte en el norte-occidental de Italia, y terminó en una Victoria.
Napoleón avanzó desde la costa de Liguria, y separó el ejército austriaco bajo el mando del General Beaulieu y la fuerza amelgada de Conde Argenteau. Bonaparte peleó contra Argenteau en Montenotte, ordenando al General Laharpe atacar el centro del ejército hostil, y después lanzó al General Masséna contra el flanco derecho. Argenteau intentó escapar la maniobra francesa, pero reaccionó demasiado tarde. Sus soldados fueron dispersados, la mayoría capturados. Esta batalla era el primer triunfo de la campaña italiana de Napoleón.